# Obserwatorium Yerkes

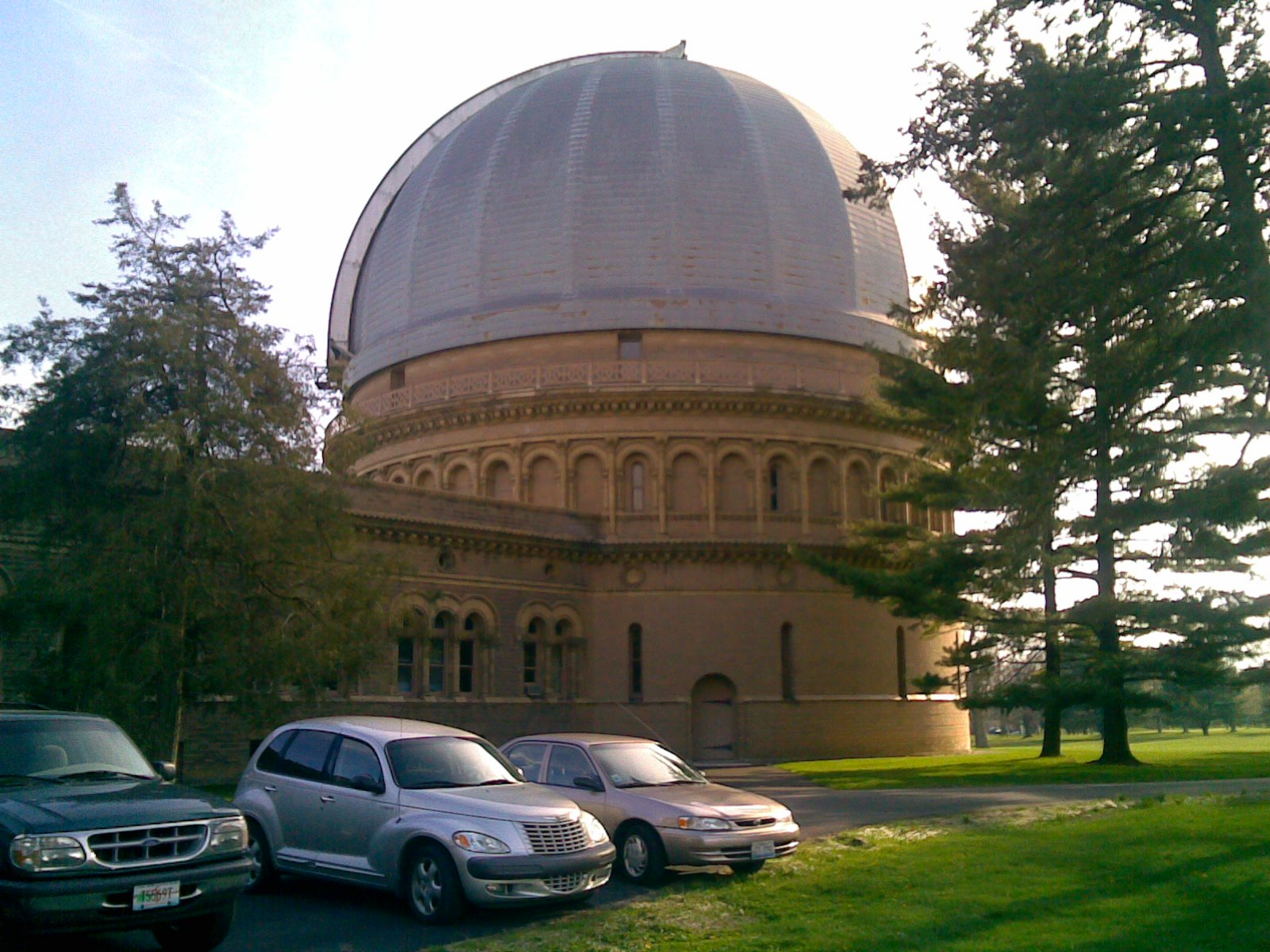
Jedna z kopuł Obserwatorium w 2007

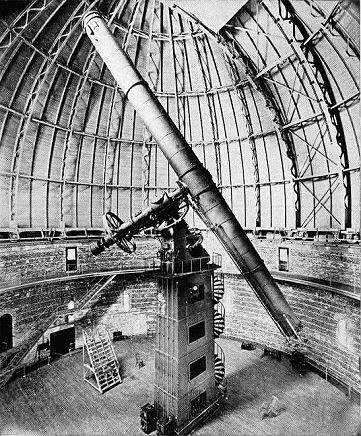
Wygląd teleskopu średnicy 102 cm (40 cali) w Yerkes Observatory w 1897

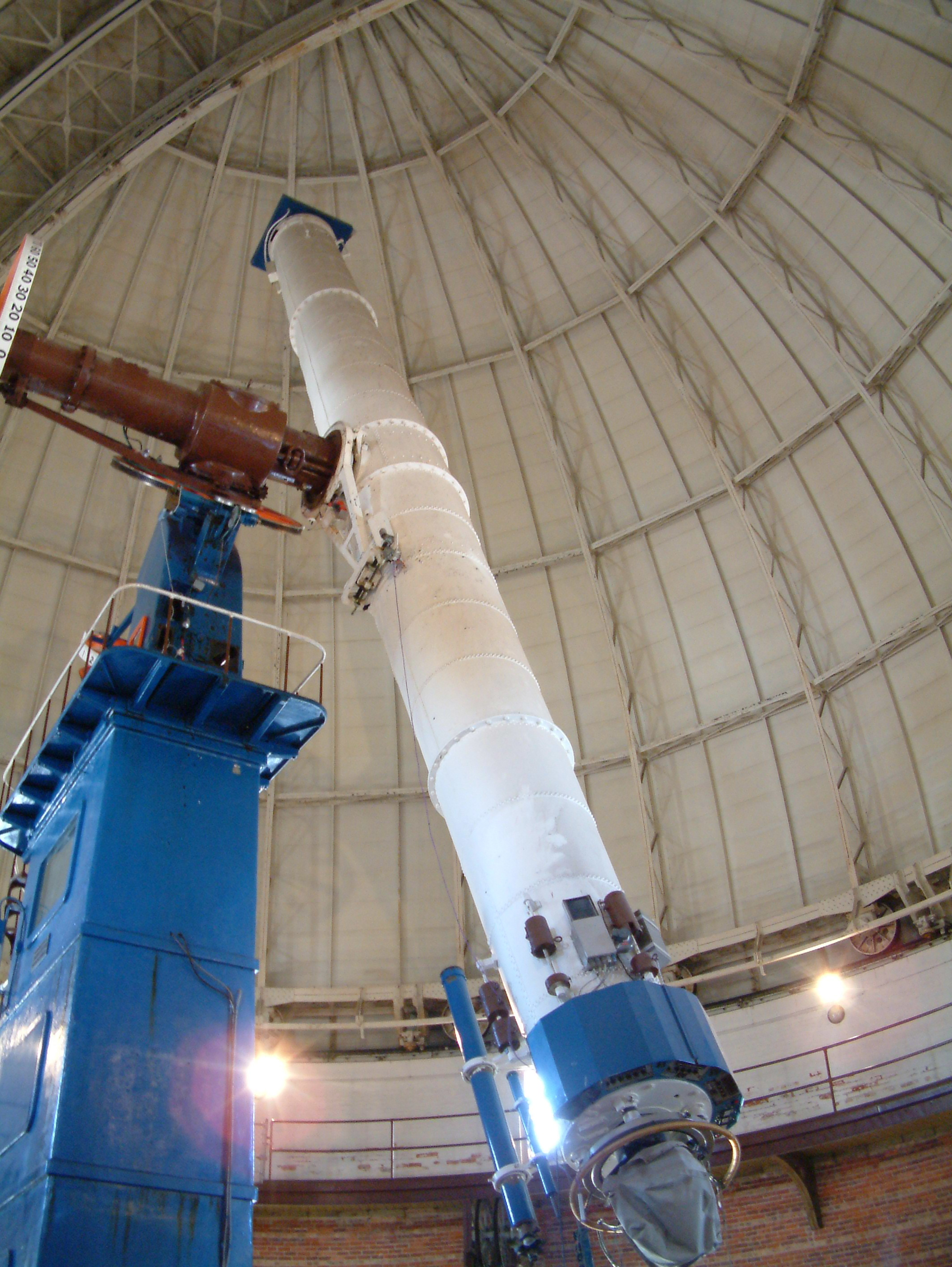
Wygląd teleskopu średnicy 102 cm (40 cali) w Yerkes Observatory w 2006

Yerkes Observatory (ang. The Yerkes Observatory) – obserwatorium astronomiczne znajdujące się w Williams Bay w stanie Wisconsin, USA.
Obserwatorium zostało zbudowane w 1897, sfinansowane przez Charlesa Yerkesa i obecnie jest własnością Uniwersytetu Chicagowskiego. Jest ono przykładem postępu, zmian polegających na przejściu z małych domowych obserwatoriów do wielkich kompleksów zawierających m.in. laboratoria fizyczne, chemiczne.
W obserwatorium znajdują się cztery teleskopy główne. Największy z nich, soczewkowy, ma średnicę 102 cm (40 cali). Został zbudowany przez znawcę astronomii i technika Alvana G. Clarka. Był największym teleskopem na świecie aż do czasu zbudowania Mount Wilson's w 1904. Obecnie pozostaje największym refraktorem na świecie.
Oprócz niego znajdują się tam trzy teleskopy zwierciadlane:
1. jeden o średnicy 102 cm (40 cali), (dla odróżnienia od poprzedniego, nazywany 41 calowym)
2. jeden o średnicy 61 cm (24 cali)
3. jeden o średnicy 25 cm (10 cali)

oraz kilka mniejszych, przeznaczonych do celów edukacyjnych. Na wyposażeniu jest też teleskop Schmidta
Prowadzone obecnie badania dotyczą ośrodków międzygwiazdowych, gromad kulistych, promieniowania podczerwonego i kosmicznego oraz obiektów znajdujących się niedaleko Ziemi jak planetoidy, komety czy meteoroidy. Dodatkowo University of Chicago finansuje ośrodek inżynieryjny i specjalistyczny sprzęt potrzebny naukowcom. Obecnym dyrektorem jest Dr. Kyle M. Cudworth.

## Plany sprzedaży obiektu
W marcu 2005 University of Chicago ogłosił, że obserwatorium i teren otaczający je znajdujący się przy brzegu jeziora Genewa będzie wystawione na sprzedaż. Początkowo było zainteresowanych dwóch nabywców: Aurora University i firma "Mirbeau" która miała w zamiarze przerobić obserwatorium i wybudować w okolicach luksusowe apartamenty. Planom sprzedaży sprzeciwiały się jednak pewne grupy. 7 czerwca 2006 Uniwersytet ogłosił, że jest w stanie sprzedać obiekt firmie Mirbeau za 8 milionów $ pod warunkiem, że zachowa w nienaruszonym stanie obserwatorium i brzeg jeziora. Ostatecznie Uniwersytet zrezygnował ze sprzedaży w styczniu 2007.